# Суропье
Суропье (Сурова) — река в России, протекает по Ленскому району Архангельской области. Является левым притоком реки Верхняя Лупья (бассейн Северной Двины).

## География
Начинается в болоте Суропском. Устье реки находится в 127 км по левому берегу реки Верхняя Лупья. Длина реки составляет 34 км. Основное направление течения — северо-восток. В среднем течении реку пересекает узкоколейная железная дорога.

## Данные водного реестра
По данным государственного водного реестра России относится к Двинско-Печорскому бассейновому округу, водохозяйственный участок реки — Вычегда от города Сыктывкар и до устья, речной подбассейн реки — Вычегда. Речной бассейн реки — Северная Двина.
Код объекта в государственном водном реестре — 03020200212103000024051.